# Danh sách di sản thế giới tại Iran

Ủy ban Di sản thế giới của Tổ chức Giáo dục, Khoa học và Văn hóa Liên Hợp Quốc (UNESCO) được thành lập bởi [[Công ước về bảo vệ Di sản văn hóa và thiên nhiên thế giới, gọi tắt là Công ước Di sản thế giới được Đại hội đồng UNESCO chấp nhận ngày 16 tháng 11 năm 1972. Iran chấp nhận Công ước này vào ngày 26 tháng 2 năm 1975. Tính đến hết năm 2021, Iran có 26 Di sản thế giới được UNESCO công nhận.
Ba địa điểm đầu tiên ở Iran được công nhận tại kỳ họp thứ ba của Ủy ban Di sản thế giới tổ chức tại Paris (Pháp) năm 1979 đó là Quảng trường Naghsh-i Jahan, Persepolis và Chogha Zanbil. Mãi đến năm 2003, khi Takht-e Soleymān được thêm vào danh sách thì Iran mới có thêm một di sản nữa. Năm 2016, khi Hoang mạc Lut được công nhận là Di sản thế giới thì Iran mới có địa điểm đầu tiên được công nhận vì ý nghĩa tự nhiên. Di sản mới đây nhất được công nhận là Tuyến đường sắt xuyên Iran và Cảnh quan văn hóa của Uramanat.
Ngoài ra, Iran cũng hiện có các di sản được liệt kê trong danh sách Di sản dự kiến của UNESCO.

## Danh sách
Dưới đây là danh sách 26 di sản thế giới được UNESCO công nhận tại Iran
| Di sản                                                                         | Hình ảnh | Vị trí | Tiêu chí                      | Diện tích ha (mẫu Anh) | Năm công nhận | Mô tả                                                                                          |
| ------------------------------------------------------------------------------ | -------- | --- | ----------------------------- | ---------------------- | ------------- | ---------------------------------------------------------------------------------------------- |
| Các tu viện Armenia của Iran                                                   |          | Tây Azerbạian38°58′44″B 45°28′24″Đ / 38,97889°B 45,47333°Đ                                                 | Văn hóa: (ii)(iii)(vi)        | 129 (320)              | 2008          | [ 8 ]                                                                                          |
| Bam và Cảnh quan văn hóa của nó                                                |          | Kerman29°07′0″B 58°22′0″Đ / 29,11667°B 58,36667°Đ                                                          | Văn hóa: (ii)(iii)(iv)(v)     | —                      | 2004          | [ 9 ]                                                                                          |
| Bisotun                                                                        |          | Kermanshah34°23′18″B 47°26′12″Đ / 34,38833°B 47,43667°Đ                                                    | Văn hóa: (ii)(iii)            | 187 (460)              | 2006          | [ 10 ]                                                                                         |
| Cảnh quan văn hóa Maymand                                                      |          | Kerman30°10′5″B 55°22′32″Đ / 30,16806°B 55,37556°Đ                                                         | Văn hóa: (v)                  | 4.954 (12.240)         | 2015          | [ 11 ]                                                                                         |
| Lăng mộ Gonbad-e Qābus                                                         |          | Golestan37°15′29″B 55°10′8″Đ / 37,25806°B 55,16889°Đ                                                       | Văn hóa: (i)(ii)(iii)(iv)     | 1 (2,5)                | 2012          | [ 12 ]                                                                                         |
| Cung điện Golestan                                                             |          | Tehran35°40′47″B 51°25′13″Đ / 35,67972°B 51,42028°Đ                                                        | Văn hóa: (ii)(iii)(iv)        | 5,3 (13)               | 2013          | [ 13 ]                                                                                         |
| Hoang mạc Lut                                                                  |          | Kerman và Sistan và Baluchestan 30°12′58″B 58°50′20″Đ / 30,21611°B 58,83889°Đ                              | Thiên nhiên: (vii)(viii)      | 2.278.012 (5.629.090)  | 2016          | [ 6 ]                                                                                          |
| Nhà thờ Hồi giáo Jameh của Isfahan                                             |          | Isfahan, Isfahan 32°40′11″B 51°41′7″Đ / 32,66972°B 51,68528°Đ                                              | Văn hóa: (ii)                 | 2,0756 (5,129)         | 2012          | [ 14 ]                                                                                         |
| Quảng trường Naghsh-i Jahan                                                    |          | Isfahan, Isfahan 32°39′27″B 51°40′40″Đ / 32,6575°B 51,67778°Đ                                              | Văn hóa: (i)(v)(vi)           | —                      | 1979          | [ 15 ]                                                                                         |
| Pasargadae                                                                     |          | Fars30°11′38″B 53°10′2″Đ / 30,19389°B 53,16722°Đ                                                           | Văn hóa: (i)(ii)(iii)(iv)     | 160 (400)              | 2004          | [ 16 ]                                                                                         |
| Persepolis                                                                     |          | Fars29°56′4″B 52°53′25″Đ / 29,93444°B 52,89028°Đ                                                           | Văn hóa: (i)(iii)(vi)         | 12 (30)                | 1979          | [ 17 ]                                                                                         |
| Quần thể Sheikh Safi al-din Khānegāh và đền thờ tại Ardabil                    |          | Ardabil (tỉnh)38°14′55″B 48°17′29″Đ / 38,24861°B 48,29139°Đ                                                | Văn hóa: (i)(ii)(iv)          | 2 (4,9)                | 2010          | [ 18 ]                                                                                         |
| Hệ thống Thủy lực Lịch sử Shushtar                                             |          | Khuzestan32°01′7″B 48°50′9″Đ / 32,01861°B 48,83583°Đ                                                       | Văn hóa: (i)(ii)(v)           | 240 (590)              | 2009          | [ 19 ]                                                                                         |
| Soltaniyeh                                                                     |          | Zanjan36°26′7″B 48°47′48″Đ / 36,43528°B 48,79667°Đ                                                         | Văn hóa: (ii)(iii)(iv)        | 790 (2.000)            | 2005          | [ 20 ]                                                                                         |
| Susa                                                                           |          | Khuzestan32°11′22″B 48°15′22″Đ / 32,18944°B 48,25611°Đ                                                     | Văn hóa: (i)(ii)(iii)(iv)     | 350 (860)              | 2015          | [ 21 ]                                                                                         |
| Tổ hợp Chợ lịch sử Tabriz                                                      |          | Đông Azerbaijan38°04′53″B 46°17′35″Đ / 38,08139°B 46,29306°Đ                                               | Văn hóa: (ii)(iii)(iv)        | 29 (72)                | 2010          | [ 22 ]                                                                                         |
| Takht-e Soleyman                                                               |          | Tây Azerbaijan36°36′14″B 47°14′6″Đ / 36,60389°B 47,235°Đ                                                   | Văn hóa: (i)(ii)(iii)(iv)(vi) | 10 (25)                | 2003          | [ 23 ]                                                                                         |
| Tchogha Zanbil                                                                 |          | Khuzestan32°05′0″B 48°32′0″Đ / 32,08333°B 48,53333°Đ                                                       | Văn hóa: (iii)(iv)            | —                      | 1979          | [ 24 ]                                                                                         |
| Vườn Ba Tư                                                                     |          | Các tỉnh (Fars, Kerman, Razavi Khorasan, Yazd, Mazandaran, và Isfahan)                                     | Văn hóa: (i)(ii)(iii)(iv)(vi) | 716 (1.770)            | 2011          | [ 25 ]                                                                                         |
| Shahr-e Sukhteh                                                                |          | Sistan và Baluchestan30°35′38″B 61°19′40″Đ / 30,59389°B 61,32778°Đ                                         | Văn hóa: (ii)(iii)(iv)        | 275 (680)              | 2014          | [ 26 ]                                                                                         |
| Qanat Ba Tư                                                                    |          | Razavi Khorasan, Nam Khorasan, Yazd, Kerman, Markazi và Isfahan 34°17′24″B 58°39′16″Đ / 34,29°B 58,65444°Đ | Văn hóa: (iii)(iv)            | —                      | 2016          | [ 5 ]                                                                                          |
| Thành phố lịch sử Yazd                                                         |          | Yazd, Yazd 31°53′50″B 54°22′4″Đ / 31,89722°B 54,36778°Đ                                                    | Văn hóa: (iii)(v)             | 195,67 (483,5)         | 2017          | [ 27 ]                                                                                         |
| Quần thể lịch sử Nhà Sassanid tại tỉnh Fars (Bishabpur, Firouzabad, Sarvestan) |          | Fars 29°46′39″B 51°34′14″Đ / 29,7775°B 51,57056°Đ                                                          | Văn hóa: (ii)(iii)(v)         | 639,3 (1.580)          | 2018          | [ 28 ]                                                                                         |
| Rừng hỗn hợp Hyrcania Caspi                                                    |          | Golestan, Mazandaran và Gilan 37°25′17,3″B 55°43′27,4″Đ / 37,41667°B 55,71667°Đ                            | Thiên nhiên: (ix)             | 129.484,74 (319.963,8) | 2019          | Rừng Hyrcania bao phủ một số khu vực ở ba tỉnh của Iran bao gồm Golestan, Mazandaran và Gilan. |
| Tuyến đường sắt xuyên Iran                                                     |          | Mazandaran, Tehran và Khuzestan                                                                            | Văn hóa: (ii)(vi)             | 5.784 (14.290)         | 2021          | [ 30 ]                                                                                         |
| Cảnh quan văn hóa của Uramanat                                                 |          | Kurdistan                                                                                                  | Văn hóa: (iii)(v)             | 106 (260)              | 2021          | [ 31 ]                                                                                         |

## Danh sách di sản dự kiến
Dưới đây là danh sách các Di sản dự kiến tại Iran
- Quần thể lịch sử Qasr-e Shirin (1997)
- Shush (1997)
- Naqsh-e Rustam và Naqsh-e Rajab (1997)
- Tepe Sialk (1997)
- Taq Bostan (2007)
- Núi Khajeh (2007)
- Persepolis và các công trình quan sát khác (2007)
- Trục lịch sử văn hóa của Fin, Tepe Sialk, Kashan (2007)
- Trung tâm lịch sử Qasr-e Shirin (2007)
- Di tích lịch sử Kangavar (2007)
- Thành phố lịch sử Meybod (2007)
- Cảng lịch sử Siraf (2007)
- Chợ Qaisariye tại Laar (2007)
- Làng lịch sử Abyaneh (2007)
- Bastam và Kharghan (2007)
- Các công trình lịch sử tại Damghan (2007)
- Cảnh quan tự nhiên - văn hóa của Ramsar (2007)
- Nhà thờ Hồi giáo Kaboud (2007)
- Cảnh quan văn hóa Tus (2007)
- Thành phố lịch sử Masuleh (2007)
- Tổ hợp Izadkhvast (2007)
- Cảnh quan văn hóa Alamut (2007)
- Thành phố cổ Zozan (2007)
- Thung lũng Khorramabad (2007)
- Jiroft (2007)
- Trục Ghaznavi-Seljukian tại Khorasan (2007)
- Đảo Qeshm (2007)
- Khu bảo tồn Arasbaran (2007)
- Núi lửa Sabalan (2007)
- Vườn quốc gia Khabr và Khu bảo tồn Động vật hoang dã Ruchun (2007)
- Hang Ali-Sadr (2007)
- Con đường tơ lụa (2008)
- Cảnh quan văn hóa-lịch sử Izeh (2008)
- Quần thể Zandiyeh (2008)
- Các công trình văn hóa lịch sử tại Kerman (2008)
- Di tích khảo cổ Hegmataneh (2008)
- Các cây cầu lịch sử tại Iran (2008)
- Vườn quốc gia Khar Turan (2008)
- Hồ Hamun (2008)
- Khu bảo tồn Harra (2008)
- Núi Damavand (2008)
- Asbad (cối xay gió) của Iran (2017)
- Quần thể lịch sử tự nhiên hang động Karaftoo (2017)
- Đền Imam Reza (2017)
- Di sản công nghiệp dệt tại cao nguyên Trung tâm của Iran (2017)
- Caravanserai Ba Tư (2017)
- Núi muối Jashak (2017)
- Trường thành Gorgan (2017)
- Nhà Ba Tư tại cao nguyên Trung tâm của Iran (thuộc tỉnh Isfahan và Yazd) (2017)
- Đại học Tehran (2017)
- Tu viện của Thánh Amenaprkich (New Julfa Vank) (2019)
- Phố Valiasr (2019)
- Rừng Hyrcania (mở rộng) (2020)